# Wellington Phoenix Football Club (féminines)
Maillots
Actualités
La section féminine du Wellington Phoenix FC est un club néo-zélandais féminin de football basé à Wellington évoluant en A-League Women, le championnat professionnel d'Australie de football. C'est le premier et jusqu'ici le seul club féminin professionnel de Nouvelle-Zélande.

## Histoire
En 2020, alors qu'il n'y a pas de championnat professionnel féminin en Nouvelle-Zélande, pays hôte de la coupe du monde féminine 2023 (avec l'Australie), le Wellington Phoenix, la seule franchise néo-zélandaise de A-League, candidate pour faire entrer une équipe féminine en A-League Women (alors appelée W-League). L'objectif est de développer le football féminin néo-zélandais en faisant jouer les Néo-Zélandaises dans un championnat de haut niveau, le championnat australien. Mais en novembre 2022, la fédération australienne refuse que les joueuses néo-zélandaises ne soient plus considérées comme extra-communautaires, mettant un coup d'arrêt à l'arrivée du Phoenix en A-League féminine. Les difficultés sont aussi financières, notamment à cause du coût des trajets répétés entre les deux côtés de la mer de Tasman.
En 2021, le club crée des équipes exclusivement féminines dans son académie. Le Wellington Phoenix peut lancer son équipe féminine fin 2021, en partenariat avec la fédération néo-zélandaise. À cause de la pandémie de covid-19, l'équipe joue sa première saison entièrement en Australie.
Pour sa première saison, le Phoenix termine dernier de A-League. Lors de son premier match, l'équipe accroche le nul face aux Western Sydney Wanderers (0-0). Le tout premier but de l'équipe est inscrit par Ava Pritchard lors de la deuxième journée, lors d'une large défaite 5-1 face aux Newcastle Jets. Le club remporte sa première victoire le 11 février 2022 en battant Canberra United 3-0.
En 2022-2023, Natalie Lawrence remplace Gemma Lewis au poste d'entraîneure mais le Phoenix termine à nouveau dernier avec seulement 3 victoires. Le Néo-Zélandais Paul Temple est nommé entraîneur à l'intersaison. Le club recrute les Américaines Hailey Davidson, Hope Breslin et Mariana Speckmaier, ainsi que la vétérane néo-zélandaise Annalie Longo.